# 廣東省 (中華民國)
廣東省，為中華民國下轄省級行政區，是延續清代所設置的22省之一，為華南六省之一的廣東省。簡稱為「粵」。

## 管轄範圍

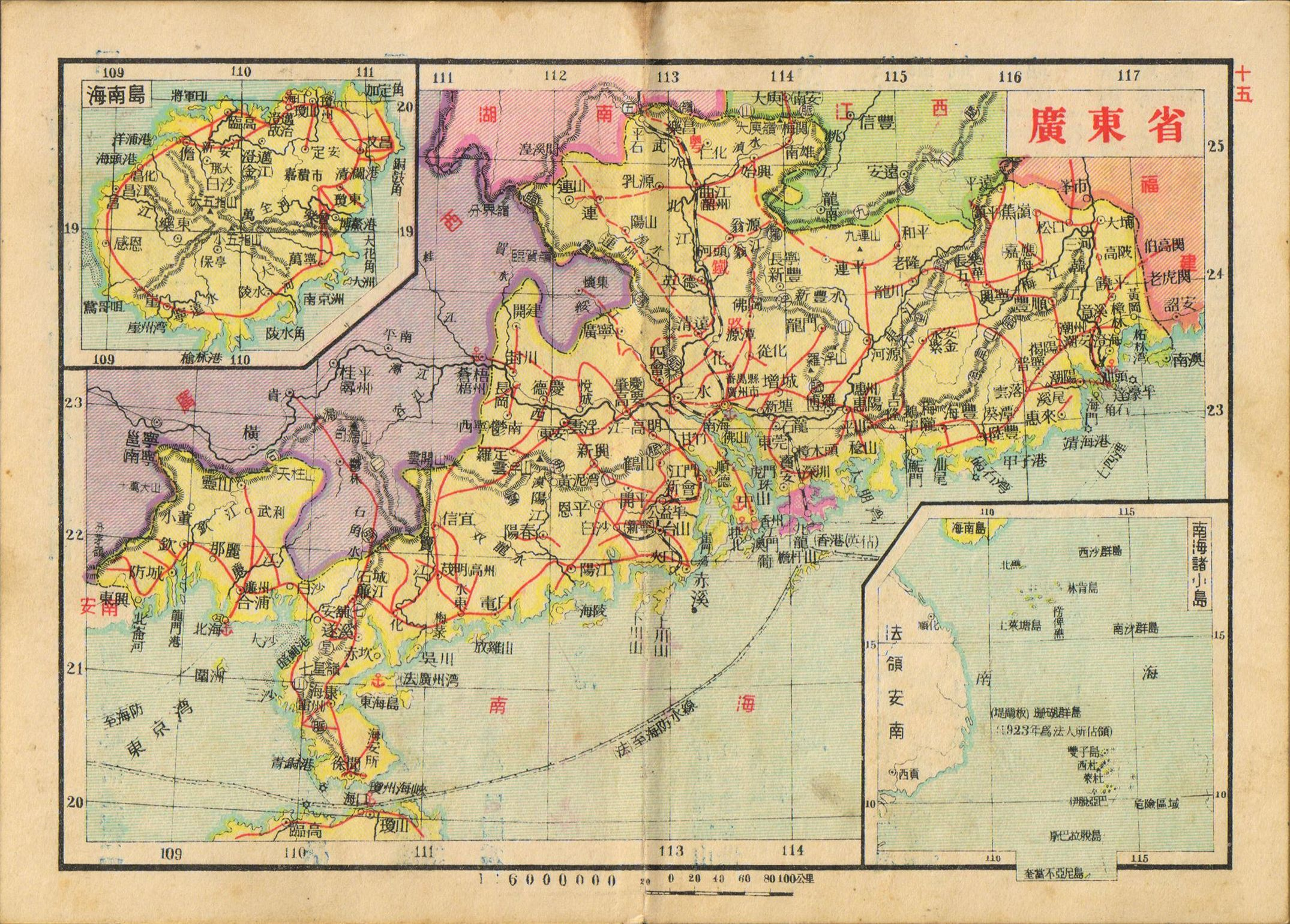
亞新地學社1936年《袖珍中華全圖》的廣東省地圖

民國時期廣東省的面積大於現時的廣東省，包括現時廣西壯族自治區欽廉地區及海南島，同時包括南寧市良慶區和邕寧區南部的鄉鎮，但不包括現時隸屬廣東省的懷集縣。民國三十六年（1947年）全省土地面積為21萬8511平方公里。民國三十八年（1949年）5月，海南島及南海諸島析置海南特別行政區，轄境縮小為18萬6433平方公里。東接福建省，北鄰江西省、湖南省，西界越南及廣西省，南鄰南海並隔瓊州海峽與海南特別行政區相望。

## 人口
以下依據中華民國實業部《中國經濟年鑑》（1934年出版）、內政部統計司編《民國十七年各省市戶口調查統計報告》（1931年出版）、主計處統計局編《中華民國統計提要》（1940年出版）、中華民國年鑑社編《中華民國年鑑》（1952年出版，頁19-21）所提供的人口數據： 
| 調查年代       | 戶數      | 人口       | 男性       | 女性       | 每戶平均人口 | 性別比例 |
| -------------- | --------- | ---------- | ---------- | ---------- | ------------ | -------- |
| 1912年         | 5,052,000 | 28,011,000 | 15,232,000 | 12,779,000 | 5.54         | 119.10   |
| 1928年         | 無        | 32,428,000 | 無         | 無         | 無           | 無       |
| 1936年至1937年 | 6,312,000 | 32,453,000 | 17,544,000 | 14,909,000 | 5.14         | 117.68   |
| 1947年         | 5,551,000 | 27,210,000 | 14,409,000 | 12,801,000 | 4.90         | 113.27   |

據中華民國內政部戶政司於民國79年（1990年）臺閩地區戶口及住宅普查報告，臺閩地區籍貫為廣東省的人數為30萬6108人，佔269萬4917人口當中的11.36%。

## 歷史

### 大革命時期
辛亥革命時，兩廣總督張堅白被迫宣佈「廣東獨立」。民國2年（1913年）7月爆發二次革命，陳炯明宣佈「廣東獨立」，後失敗而遭通緝。民國初年，軍閥割據，孫中山當時不承認北京政權，先後於民國6年（1917年）、10年（1921年）、12年（1923年）三次在廣州建立革命政權。

### 汕头大地震
1918年2月13日发生震级为7.5级的汕头大地震，是广东省有历史记载以来最严重的一次地震，华人城镇房屋几乎全部倒塌，驻汕各国领事和洋商耶同罹巨劫，其中法国、荷兰领事馆倒塌，而英国、日本和美国领事馆也受损严重，最终造成1000人死亡。震后汕头民众和海外华侨开始城市重建。

### 1922年汕头台风
1922年8月2日，台风登陆汕头，并给汕头地区带来严重破坏，这也是20世纪中国最严重的一次台风灾害，造成约6万到10万人死亡，史称1922年汕头台风。

### 抗日戰爭時期
民國21年（1932年）1月28日，十九路軍淞滬會戰開始，廣東人民、及海外廣東華僑與全國人民一道紛紛捐款，支援十九路軍，累計達1000多萬元。
民國27年（1938年）6月20日，日軍集結20多艘戰艦與4架飛機對南澳島進行轟炸，21日登陸，南澳宣告淪陷。而後，軍民進行反攻收復，打響廣東抗日第一仗，但由於敵強我弱，最終還是再度淪陷，史稱南澳戰鬥。從此，廣東也成了中國抗戰的主戰場之一。同年10月，日軍在廣東大亞灣突襲登陸，中國軍隊在被動防守的節節敗退。十天后，廣州淪陷，廣東的戰時政府遷到粵北的韶關。民國28年（1939年）6月21日，日軍進攻汕頭，由於國軍戰略放棄，汕頭於當日下午淪陷，7日後日軍攻佔潮州。之後國軍在桑浦山一帶展開利用丘陵地勢與日軍的拉鋸戰，相比在廣東其它地方，日軍在潮汕戰場吃了不少苦頭，實際佔領地區始終無法擴大。民國28年（1939年）12月和29年（1940年）5月，日軍進攻粵北，企圖佔領廣東全境。在前兩次粵北會戰，中國軍隊挫敗了日軍的企圖，並在清遠、從化、佛岡、龍門等地區的山區構築起上百公里的工事防線，形成了長期與日軍對峙的局面，將日軍圍困在珠江三角洲沿海地帶。
此外，除正面戰場外，中國共產黨在廣東組建敵後抗日根據地，組織敵後群眾開展遊擊戰。（參見東江縱隊）

### 國共內戰
民國35年（1946年）開始爆發第二次国共内战，國民政府節節敗退。隨著1949年10月广东战役结束，廣東省大陸地區被解放軍攻佔，國軍於萬山群島等沿海島嶼集中兵力。民國39年（1950年）5月25日，解放軍展開對萬山群島的攻擊，強行搶灘登陸，史稱萬山群島海戰。戰事初期國軍報捷，擊沉解放軍桂山號等軍艦，但隨著解放軍不斷增援，國軍兵力不繼。8月7日，國軍撤守最後防線蚊尾洲島，至此廣東全省為中共所佔。殘存國軍部隊在國府軍官領導下，統編為「反共救國軍」或「民眾自衛軍」等，總兵力約3.34萬人，在邊緣山區或解放軍力量薄弱的地區建立游擊根據地，控制部分農村和城鎮。至民國41年（1952年）12月底，為解放軍全部殲滅。
民國41年（1952年）9月16日，國軍「福建反共救國軍閩南地區指揮部第一、二縱隊」400餘人，分乘5艘艦艇，由金門起航，於19、20日進佔南澎列島。10月19日，解放軍派遣4艘巡邏艇與陸軍載炮火力船組成編隊，分別從南澳島的深澳、雲澳啟航，掩護加強營登陸成功，激戰6小時，20日9時全殲島上國軍。
民國38年（1949年）10月中旬，廣東省府人員連同黃金、七百多箱大洋票與檔案遷到台灣，黃金解繳國庫，廣東省府人員則全數遣散，大批紙鈔則由薛岳和前廣東省府財政局秘書長姚傳淦出面，向臺灣省高雄市政府借用苓雅區河南路十一巷五十號市有地，用來暫放廣東省政府文物與廣東省銀行發行的「八花」大洋票，並派原廣東省政府財政廳人員陳祥初管理，原本是要到「反攻大陸」成功為止。後來廣東省政府早己不復存在，事過境遷，這些遺物遂被人遺忘，塵封半世紀後才被發現，民國97年（2008年）1月30日，高雄市政府勝訴後，收回該片土地並拆除倉庫、銷毀鈔票，粵省府在台灣的最後一丁點痕跡徹底消散。

## 行政區劃

### 省、縣之間的行政區

#### 道制
辛亥革命爆發後，廣東裁撤清代設置的道、府制。民國2年（1913）1月，臨時大總統袁世凱頒布《劃一現行各道地方行政官廳組織令》，規定各省設立道級行政機構。民國3年（1914）5月，巡按使公署按照大總統袁世凱頒布的《道官制》，將全省劃為粵海道、嶺南道、潮循道、高雷道、瓊崖道、欽廉道6道，並於6月任命道尹。民國9年（1920）11月初，陳炯明接任省長後，將欽廉道、嶺南道裁撤，餘下各道亦於12月6日一併裁撤。
粵海道
廣府話：Jyut⁶-Hoi² Dou⁶
轄境等同清代廣肇羅道，道尹等級為繁要缺，一等，公署駐番禺，轄番禺、南海、順德、東莞、從化、龍門、台山、增城、香山、新會、三水、清遠、寶安、花縣、佛岡、赤溪、高要、四會、新興、高明、廣寧、開平、鶴山、德慶、封川、開建、恩平、羅定、雲浮、鬱南30縣。
嶺南道
韶關白話：[leŋ˩˧ nam˨˩ tou˨˨]
轄境等同清代南韶連道，道尹等級為簡缺，三等，公署駐曲江，轄曲江、南雄、始興、樂昌、仁化、乳源、英德、翁源、連縣、陽山、連山11縣。
潮循道
澄海話：Tiê-sûng tãu
轄境等同清代惠潮嘉道，道尹等級為繁缺，二等，公署駐澄海，轄澄海、惠陽、博羅、新豐、紫金、海豐、陸豐、龍川、河源、和平、連平、潮安、豐順、潮陽、揭陽、饒平、惠來、大埔、普寧、南澳、梅縣、五華、興寧、平遠、蕉嶺25縣。
高雷道
茂南白話：[kou˥˥ lui˩˩ tou˨˨]
轄境等同清代高雷陽道，道尹等級為要缺，二等，公署駐茂名，轄茂名、電白、信宜、化縣、吳川、廉江、海康、遂溪、徐聞、陽江、陽春11縣。
瓊崖道
海南話：[kiɔŋ˨˨ ŋai˨˨ tau˧˧]
轄境等同清代瓊崖道，道尹等級為要缺，一等，公署駐瓊山，轄瓊山、澄邁、定安、文昌、瓊東、樂會、臨高、儋縣、崖縣、萬寧、陵水、感恩、昌江13縣。
欽廉道
欽州話：[hɐm˥˥ lim˨˩ tɐu˨˨]
轄境等同清代廉欽道，道尹等級為邊缺，二等，公署駐欽縣，轄欽縣、防城、合浦、靈山4縣。
自廢道以後，省政府直轄94縣，對縣的控制力有未逮之感，非分區設行政委員，以收監督之效。所以，省政府以前6道區劃為基礎，於民國14年（1925）11月後，陸續劃分為廣州、西江、東江、南路、瓊崖5個各屬行政委員公署，協助省政府處理本區事務。廣州公署駐廣州；西江公署駐高要；東江公署駐汕頭；南路公署駐茂名；瓊崖公署駐瓊山。民國15年（1926）11月10日，因省政府改組而裁撤。

#### 善後督辦處
民國9年（1920年）12月6日，廣東省長兼粵軍總司令陳炯明令裁撤各道尹，廢除道制，設置善後督辦處，兼管軍事、行政，設置5個善後督辦處：東區善後督辦處、南區善後督辦處、西區善後督辦處、北區善後督辦處、中區善後督辦處。民國12年（1923）6月將善後督辦處改為綏靖處。

##### 行政委員公署
民國14年（1925年）7月3日，廣東省政府改組，對地方行政制度也進行了改革。在省、縣之間設置東江、南路、廣州、西江、瓊崖5個行政委員公署作為派出臨時機關，代表省政府處理各轄縣政務，並委任各公署主任：
- 東江各屬行政委員公署主任周恩來
- 南路各屬行政委員公署主任甘乃光
- 廣州各屬行政委員公署主任宋子文
- 西江各屬行政委員公署主任古應芬
- 瓊崖各屬行政委員公署主任張難先

#### 行政視察員公署
民國15年（1926年）12月，撤銷行政委員公署，改設行政視察員公署。

#### 民政視察員公署
民國16年（1927年）3月，改行政視察員公署改為民政視察員公署，10月撤銷各區視察員公署，另設6位視察員赴各縣考查。

#### 善後委員公署
民國17年（1928年）3月16日，廣東省政府議決廣東各區善後計劃案，設立東、南、西、北區善後委員公署。

##### 巡察區
民國18年（1929年）間，陳濟棠掌控廣東的黨政軍大權後，於8月將各區善後委員改為巡察員，將廣東省劃分成18個巡察區，同時委任各區巡察員
- 第一巡察區巡察員白學初
- 第二巡察區巡察員黃俊杰
- 第三巡察區巡察員麥韶
- 第四巡察區巡察員王祿俸
- 第五巡察區巡察員張頌平
- 第六巡察區巡察員黃遵庚
- 第七巡察區巡察員江白良
- 第九巡察區巡察員黃敬
- 第十巡察區巡察員周海羹
- 第十一巡察區巡察員吳欽禪
- 第十二巡察區巡察員朱雲階
- 第十三巡察區巡察員李紀芳
- 第十四巡察區巡察員余俊生
- 第十五巡察區巡察員林猷釗
- 第十六巡察區巡察員吳鳳聲
- 第十七巡察區巡察員曾傳經
- 第十八巡察區巡察員陳於敷

民國19年（1930年）8月15日，將18個巡察區縮減為15個。

#### 綏靖委員公署
民國21年（1932年）1月，國民政府為了集中力量對付共產黨，任命陳濟棠為贛粵湘邊區剿匪副總司令。陳濟棠為了鞏固其在廣東的統治地位，除自身兼任廣州綏靖主任外，又將廣東省劃分為東、南、西北、中4個綏靖區，置綏靖委員公署，每區以當地駐軍將領1人任綏靖委員，辦理區內綏靖及督辦地方自治事宜，並監督指揮區內各級文武官吏，及一切武裝團體。綏靖委員公署是軍政合一的機關，各區所轄如下:
- 東區綏靖委員公署：轄惠、潮、梅各縣市。
- 西北區綏靖委員公署：轄肇、羅、陽、南、韶、連各縣市。绥靖委员李汉魂
- 中區綏靖委員公署：轄廣州府屬各縣及恩平、開平各縣市。绥靖委员香翰屏
- 南區綏靖委員公署：轄高、雷、欽、廉各縣市。
- 瓊崖綏靖委員公署：民國21年（1932年）7月18日增設，轄海南島。陈章甫为绥靖委员

#### 行政督察區

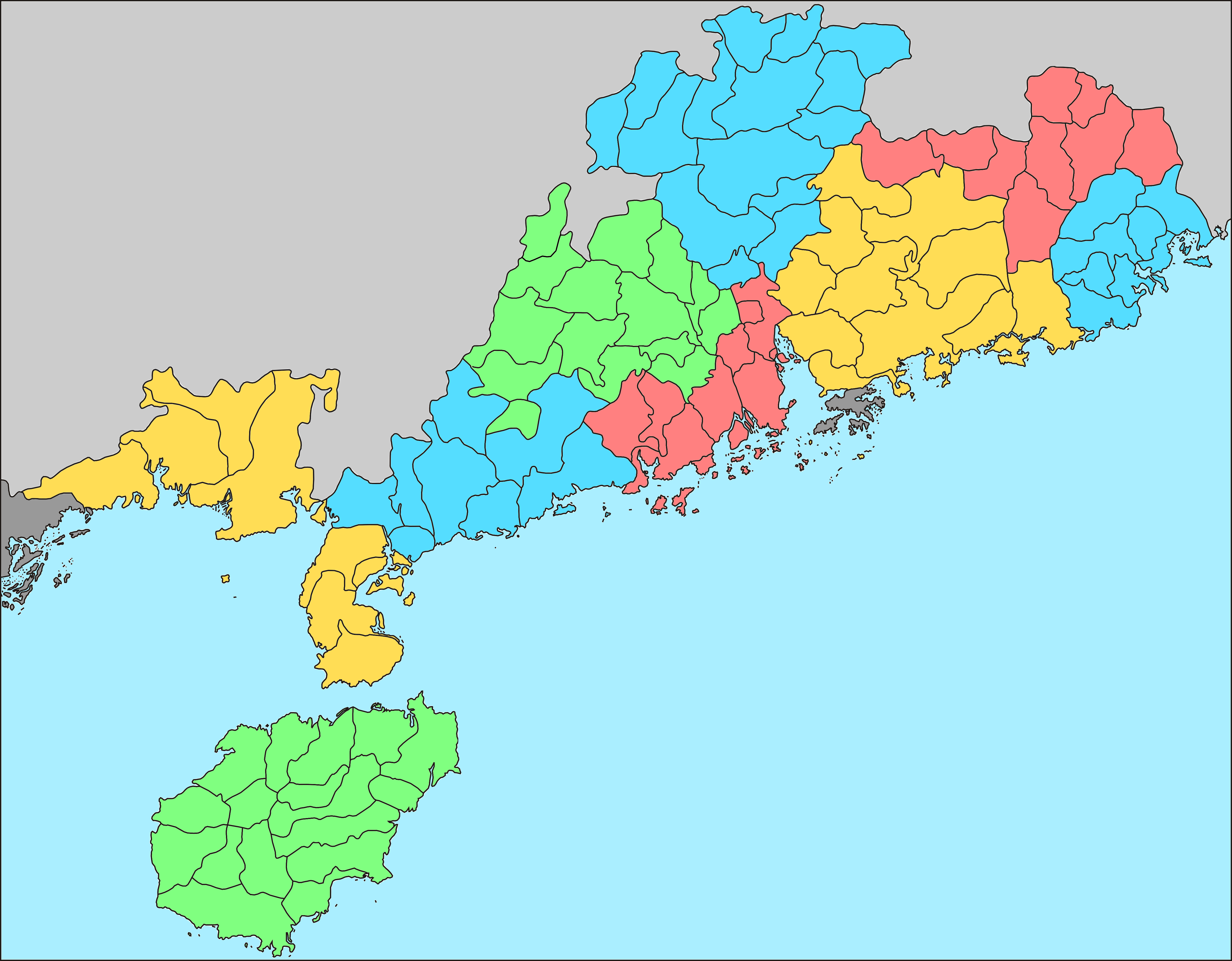
1946年的广东省行政督察区划分

民國23年（1934年），省政府按照行政院公布的《行政督察專員暫行條例》，將全省劃分為9個行政督察區，並於民國25年（1936年）3月實施。民國27年（1938）10月，日軍攻占廣州，省政府撤至粵北。為適應戰時需要，將全省9區撤銷，並編為4個行政公署，而原第二區由省政府直轄。東江行署駐興寧，轄原第四、五、六區；西江行署駐廣寧，轄原第一、三區；南路行署駐茂名，轄原第七、八區；瓊崖行署駐海口，轄原第九區。民國28年（1939）1月後，省政府先後撤銷4個行政公署，並恢復原來9個行政督察區。民國38年（1949年）4月，行政院析海南置特別行政區，同時省政府將餘下8區調整為15個行政督察區。
第一行政督察區
民國23年（1934年）設立「第一行政督察區」，專署駐南海，轄南海、番禺、東莞、順德、中山、新會、台山、開平、恩平、寶安、赤溪、花縣、從化、增城、三水15縣。民國29年（1940年）從化、花縣撥歸第二區；三水、南海撥歸第三區；東莞、增城、寶安撥歸第四區，並遷駐開平。和平後暫駐廣州，轄區如舊。民國38年（1949年）4月，第三區南海縣來隸、中山縣劃入第二區，新會、台山、開平、恩平、赤溪5縣劃入第十區，專署移駐南海縣，轄南海、番禺、順德、增城、從化、花縣6縣。
第二行政督察區
民國23年（1934年）設立「第四行政督察區」，專署駐惠陽縣，轄惠陽、博羅、海豐、陸豐、河源、紫金、新豐、龍門8縣。民國29年（1940年）第一區東莞、增城、寶安3縣來隸。民國30年（1941年）遷駐河源，和平後遷回惠陽。民國36年（1947）新豐撥歸第二區。民國38年（1949年）4月改稱「第二行政督察區」，增城縣劃入第一區，海豐、陸豐2縣劃入第七區，河源、紫金、龍門3縣劃入第六區，第一區中山縣來隸，專署駐地不變，轄東莞、中山、惠陽、博羅、寶安5縣。
第三行政督察區
民國38年（1949年）4月設立「第三行政督察區」，專署駐英德縣，轄清遠、英德、佛岡、翁源、新豐（以上為原第二區轄）5縣。
第四行政督察區
民國23年（1934年）設立「第二行政督察區」，專署駐曲江縣，轄曲江、南雄、樂昌、始興、仁化、翁源、英德、乳源、連縣、連山、陽山、佛岡、清遠、安化13縣1管理局。民國29年（1940年）第一區從化、花縣來隸。民國30年（1941年）遷駐連縣，和平後遷回曲江。民國31年（1942年）安化管理局改制為連南縣。民國32年（1943年）增轄韶關市，次年撤銷。民國36年（1947）第四區新豐來隸。民國38年（1949年）4月改稱「第四行政督察區」從化、花縣劃入第一區，翁源、英德、佛岡、清遠、新豐5縣劃入第三區，連縣、連山、陽山、連南4縣劃入第五區，專署駐地不變，轄曲江、南雄、樂昌、始興、仁化、乳源6縣。
第五行政督察區
民國38年（1949年）4月設立「第五行政督察區」，專署駐連縣，轄連縣、連山、陽山、連南（以上為原第二區轄）4縣。
第六行政督察區
民國38年（1949年）4月設立「第六行政督察區」，專署駐河源縣，轄河源、紫金、龍門、（以上為原第四區轄）龍川、連平、和平（以上為原第六區轄）6縣。
第七行政督察區
民國38年（1949年）4月設立「第七行政督察區」，專署駐潮陽縣，轄海豐、陸豐（以上為原第四區轄）、潮陽、普寧、惠來5縣及南山管理局（以上為原第五區轄）。
第八行政督察區
民國23年（1934年）設立「第五行政督察區」，專署駐潮安縣，轄潮安*、潮陽、揭陽*、澄海*、饒平*、惠來、普寧、豐順*、南澳*、汕頭*、南山1市9縣1管理局。民國30年（1941）遷駐豐順，和平後遷回潮安。37年南山管理局准改制為南山縣（未實施）。民國38年（1949年）4月，潮陽、普寧、惠來3縣及南山管理局劃入第七區，專署駐地不變，轄潮安、揭陽、澄海、饒平、豐順、南澳、汕頭1市6縣。民國38年（1949年）4月改稱「第八行政督察區」，潮陽、惠來、普寧3縣及南山管理局劃入第七區（新），專署駐地不變，轄潮安、揭陽、澄海、饒平、豐順、南澳、汕頭1市6縣。
第九行政督察區
民國23年（1934年）設立「第六行政督察區」，專署駐興寧縣，轄興寧、梅縣、五華、平遠、蕉嶺、龍川、連平、和平、大埔9縣。民國38年（1949年）4月改稱「第九行政督察區」，龍川、連平、和平3縣劃入第六區（新），專署移駐梅縣，轄興寧、梅縣、五華、蕉嶺、平遠、大埔6縣。
第十行政督察區
民國38年（1949年）4月設立「第十行政督察區」，專署駐台山縣，轄新會、台山、陽江、開平、赤溪（以上為原第一區轄）、陽春、恩平（以上為原第七區轄）7縣。
第十一行政督察區
民國23年（1934年）設立「第三行政督察區」，專署駐高要縣，轄高要、廣寧、四會、開建、封川、鬱南、新興、羅定、德慶、雲浮、鶴山、高明12縣。民國29年（1940年）第一區三水、南海來隸。民國38年（1949年）4月改稱「第十一行政督察區」，開建、封川、鬱南、羅定、德慶、雲浮6縣劃入第十二區，南海縣劃入第一區，專署駐地不變，轄高要、三水、廣寧、四會、新興、鶴山、高明7縣。
第十二行政督察區
民國38年（1949年）4月設立「第十四行政督察區」，專署駐鬱南縣，轄雲浮、羅定、鬱南、德慶、封川、開建（以上為原第六區轄）6縣。
第十三行政督察區
民國23年（1934年）設立「第七行政督察區」，專署駐茂名縣，轄茂名、電白*、化縣、吳川、信宜、廉江、陽江、陽春、梅菉8縣1管理局。民國36年（1947年）梅菉管理局改制為梅茂縣。民國38年（1949年）4月改稱「第十三行政督察區」，廉江縣劃入第十四區，陽江、陽春2縣劃入第十區，專署駐地不變，轄茂名、電白、信宜、化縣、吳川、梅茂6縣。
第十四行政督察區
民國38年（1949年）4月設立「第十四行政督察區」，專署駐湛江市，轄湛江市及、海康、遂溪、徐聞（以上為原第八區轄）、廉江（以上為原第七區轄）4縣。
第十五行政督察區
民國23年（1934年）設立「第八行政督察區」，專署駐合浦縣，轄合浦、欽縣、防城、靈山、遂溪、海康、徐聞7縣。民國34年（1945年）增轄湛江市。民國38年（1949年）4月改稱「第十五行政督察區」，遂溪、海康、徐聞3縣及湛江市劃入第十四區，專署駐地不變，轄合浦、欽縣、防城、靈山4縣。
- 邓世增 民国28年 （1939年） 3月至民国31年5月
- 张国元 民国31年 （1942年） 5月至民国34年1月
- 张觉非 民国34年 （1945年） 5月至民国34年7月
- 陈公侠 民国34年 （1945年） 7月任
- 谭朗星，民国38年（1949年）4月任。

第九行政督察區（己撤銷）
民國23年（1934年）設立「第九行政督察區」，專署駐瓊山縣，轄瓊山、文昌、定安、儋縣、澄邁、臨高、樂會、瓊東、崖縣、陵水、萬寧、感恩、昌江、樂東、保亭、白沙16縣。民國30年（1941年）遷駐保亭縣。民國38年（1949年）4月，行政院析置海南置特別行政區。
1947年政督察區調整方案（未實施）
民國36年（1947年），省政府擬將9區調整為11個行政督察區和省政府直轄縣市，但未完全實施。
- 省政府直轄，轄南海、番禺、東莞、增城、順德、中山、寶安、花縣、從化、三水、汕頭、湛江2市10縣。
- 第一區，專署駐台山，轄台山、新會、開平、恩平、赤溪、鶴山、高明7縣。
- 第二區，專署駐英德，轄英德、清遠、佛岡、連縣、連山、連南、陽山、乳源8縣。
- 第三區，專署駐曲江，轄曲江、始興、南雄、翁源、新豐、樂昌、仁化7縣。
- 第四區，專署駐高要，轄高要、雲浮、羅定、廣寧、四會、鬱南、德慶、封川、開建、新興10縣。
- 第五區，專署駐惠陽，轄惠陽、博羅、海豐、陸豐、河源、紫金、龍門7縣。
- 第六區，專署駐潮安，轄潮安、潮陽、揭陽、澄海、南澳、饒平、惠來、普寧、大埔、豐順、南山10縣1管理局。
- 第七區，專署駐興寧，轄興寧、梅縣、蕉嶺、平遠、五華、龍川、和平、連平8縣。
- 第八區，專署駐茂名，轄茂名、信宜、電白、化縣、吳川、陽江、陽春、梅菉7縣1管理局。
- 第九區，專署駐合浦，轄合浦、欽縣、靈山、廉江、防城、海康、遂溪、徐聞8縣。
- 第十區，專署駐瓊山，轄瓊山、文昌、定安、澄邁、臨高、儋縣、白沙、昌江8縣。
- 第十一區，專署駐崖縣，轄崖縣、萬寧、陵水、保亭、感恩、樂東、瓊東、樂會8縣。

### 縣級行政區
截至宣統三年（1911），廣東省行政區劃分為6道、9府、3直隸廳、7直隸州，下轄1廳、4州、79縣。辛亥革命爆發後，廣東陸續裁撤清代設置的府、州、廳制，改制為縣。民國元年（1912），全省轄93縣、1廳。10年（1921）後又陸續設立7個省轄市，而後來只保留汕頭、湛江2市，廣州則升格為院轄市，江門、海口、梅菉3市則因不符《市組織法》規定而裁撤或改制，韶關則於抗戰時期淪陷而裁撤。21年（1932），將梅菉市改制為管理局，至24年（1935）再設立多2個管理局。後來安化及梅菉管理局先後改制為縣，而南山則於37年（1948）3月核准為縣。而24年（1935），析海南舊縣地增設樂安、保亭、白沙3縣。38年（1949）5月，析第九區16縣置海南特別行政區。至此，廣東省轄有15行政督察區、2市、84縣（包括未及改設縣政府的南山管理局）。
在縣等級方面，民國9年（1920）12月，省長公署公布《廣東省暫行縣議會議員選舉條例》，按人口將全省94縣核定為三等，其中一等大縣30個；二等中縣34個；三等小縣28個；未定等2個。民國20年（1931）4月，省民政廳公布《廣東縣等表》，按人口、面積、財賦將全省94縣核定為三等，其中一等縣18個；二等縣28個；三等縣40個；特別三等縣8個。及後，省政府按《縣組織法》「各縣縣政府按區域大小，事務繁簡，戶口及財賦多寡」規定，將全省94縣重新核定為三等，其中一等縣17個；二等縣26個；三等縣51個。民國29年（1940），省政府再按《縣各級組織綱要》「縣按面積、人口、經濟、文化、交通等狀況」規定，又將全省97縣重新核定為五等，其中一等縣18個；二等縣29個；三等縣39個；四等縣8個；五等縣3個。民國77年（1988）7月，行政院公布《中華民國各省（市）縣（市）行政區域代碼》，為各省市縣編定代碼，該法規於民國94年（2005）10月廢止。廣東省各縣、市沿革情況如下：
| 廣東省     | 廣東省   | 廣東省 | 廣東省 | 廣東省                                       | 廣東省                                                                                               | 廣東省 | 廣東省 |
| 行政督察區 | 專署駐地 | 代碼   | 縣等級 | 縣市局                                       | 駐地（2023年4月）                                                                                    | 北洋時期 | 沿革 |
| ---------- | -------- | ------ | ------ | -------------------------------------------- | --- | --- | --- |
| 第一區     | 南海縣   | 11001  | 一等   | 番禺縣                                       | 市橋鎮（今廣州市番禺區市橋街道）                                                                     | 粵海道 (駐地) | 清代為廣州府附郭番禺縣、南海縣，民國元年（1912）裁府留縣。 |
| 第一區     | 南海縣   | 11003  | 一等   | 南海縣                                       | 佛山鎮（今佛山市禪城區）                                                                             | 粵海道 | 清代為廣州府附郭番禺縣、南海縣，民國元年（1912）裁府留縣。 |
| 第一區     | 南海縣   | 11004  | 一等   | 順德縣                                       | 大良鎮（今佛山市順德區大良街道）                                                                     | 粵海道 | |
| 第一區     | 南海縣   | 11006  | 三等   | 從化縣                                       | 街口（今廣州市從化區駐地街口街道）                                                                   | 粵海道 | |
| 第一區     | 南海縣   | 11009  | 二等   | 增城縣                                       | 附城（今廣州市增城區駐地荔城街道）                                                                   | 粵海道 | |
| 第一區     | 南海縣   | 11014  | 三等   | 花縣                                         | 花城（今廣州市花都區東北花山鎮花城村）                                                               | 粵海道 | |
| 第一區     | 南海縣   | 不適用 | 不適用 | 廣州市                                       | 今廣州市城區                                                                                         | (粵海道) | 民國7年（1918）析番禺縣城區及周邊村鎮設立廣州市政公所。10年（1921）2月15日廣州市政廳成立，成為中國第一個市。19年（1930）1月改設特别市；同年6月20日改為省轄市。36年（1947）6月7日復為行政院院轄市。                       |
| 第一區     | 南海縣   | 不適用 | 不適用 | 佛山市                                       | 今佛山市禪城區                                                                                       | (粵海道) | 民國14年（1925）設佛山市政籌備處，管轄南海縣佛山鎮。民國16年（1927）裁撤。 |
| 第一區     | 南海縣   | 不適用 | 不適用 | 陳村市                                       | 今佛山市順德區陳村鎮                                                                                 | (粵海道) | 民國15年（1926）設陳村市政籌備處，管轄南海縣陳村鎮。 |
| 第一區     | 南海縣   | 不適用 | 不適用 | 九江市                                       | 今佛山市南海區九江鎮                                                                                 | (粵海道) | 民國14年（1925）設九江市政籌備處，管轄南海縣九江鎮。民國25年（1936年）裁撤。 |
| 第二區     | 惠陽縣   | 11002  | 一等   | 中山縣                                       | 今中山市石岐街道                                                                                     | 粵海道 | 清代為香山縣，為紀念 國父孫中山，於民國14年（1925）4月改名中山縣，17年（1928）8月國民政府備案；18年（1929）2月國民政府第十九次國務會議確定為全國模範縣，直屬國民政府，26年（1937）12月國民政府授權，仍復隸於廣東省政府。 |
| 第二區     | 惠陽縣   | 11005  | 一等   | 東莞縣                                       | 莞城鎮（今東莞市城區莞城街道）                                                                       | 粵海道 | |
| 第二區     | 惠陽縣   | 11013  | 三等   | 寶安縣                                       | 南頭墟（今深圳市南山區）                                                                             | 粵海道 | 清代為新安縣，因與河南省縣名重名，民國3年（1914）1月改名寶安縣。以東晉時置寶安縣於此，故名。 |
| 第二區     | 惠陽縣   | 11044  | 一等   | 惠陽縣                                       | 惠州城（今惠州市惠城區）                                                                             | 潮循道 | 清代為惠州府附郭歸善縣，民國元年（1912）裁府留縣並改名惠陽縣，以惠州別稱得名。 |
| 第二區     | 惠陽縣   | 11045  | 二等   | 博羅縣                                       | 博陽鎮（今博羅縣駐地羅陽街道）                                                                       | 潮循道 | |
| 第二區     | 惠陽縣   | 不適用 | 不適用 | 石龍市                                       | 今東莞市石龍鎮                                                                                       | (粵海道) | 民國16年（1927）8月設石龍市政籌備處，管轄東莞縣石龍鎮。 |
| 第三區     | 英德縣   | 11012  | 一等   | 清遠縣                                       | 清城鎮（今清遠市清城區）                                                                             | 粵海道 | |
| 第三區     | 英德縣   | 11015  | 三等   | 佛岡縣                                       | 今佛岡縣駐地石角鎮                                                                                   | 粵海道 | 清代為佛岡直隸廳，辛亥革命後，擬撤銷該直隸廳，併入清遠、英德2縣。因當地居民的反對而保留舊制。民國3年（1914）6月撤廳設縣。                                                                                                |
| 第三區     | 英德縣   | 11037  | 二等   | 英德縣                                       | 今英德市城區英城街道                                                                                 | 嶺南道 | |
| 第三區     | 英德縣   | 11038  | 三等   | 翁源縣                                       | 龍仙墟（今翁源縣駐地龍仙鎮）                                                                         | 嶺南道 | |
| 第三區     | 英德縣   | 11046  | 三等   | 新豐縣                                       | 今新豐縣城區豐城街道                                                                                 | 潮循道 | 清代為長寧縣，因與江西、四川二省縣名重名，民國3年（1914）1月改名。因南朝宋、齊時置新豐縣於此，故名。 |
| 第四區     | 曲江縣   | 11031  | 一等   | 曲江縣                                       | 韶關（今韶關市湞江區）                                                                               | 嶺南道 (駐地) | 清代為韶州府附郭曲江縣，民國元年（1912）裁府留縣。 |
| 第四區     | 曲江縣   | 11032  | 二等   | 南雄縣                                       | 今南雄市城區雄州街道                                                                                 | 嶺南道 | 清代為南雄直隸州，民國元年（1912）撤州設縣。 |
| 第四區     | 曲江縣   | 11033  | 三等   | 始興縣                                       | 太平鎮（今始興縣駐地太平鎮）                                                                         | 嶺南道 | |
| 第四區     | 曲江縣   | 11034  | 三等   | 樂昌縣                                       | 今樂昌縣城區樂城街道                                                                                 | 嶺南道 | |
| 第四區     | 曲江縣   | 11035  | 三等   | 仁化縣                                       | 今仁化縣城區丹霞街道                                                                                 | 嶺南道 | |
| 第四區     | 曲江縣   | 11036  | 四等   | 乳源縣                                       | 今乳源瑤族自治縣駐地乳城鎮                                                                           | 嶺南道 | |
| 第四區     | 曲江縣   | 不適用 | 不適用 | 韶關市                                       | 今韶關市湞江區                                                                                       | (嶺南道) | 民國32年（1943）10月設韶關市政籌備處，管轄曲江縣城區。12月正式設市，33年（1944）以後隨著日軍佔領此地而裁撤。 |
| 第五區     | 連縣     | 11039  | 三等   | 連縣                                         | 今連州市駐地連州鎮                                                                                   | 嶺南道 | 清代為連州直隸州直轄地，民國元年（1912）撤州設縣。 |
| 第五區     | 連縣     | 11040  | 三等   | 陽山縣                                       | 今陽山縣駐地陽城鎮                                                                                   | 嶺南道 | |
| 第五區     | 連縣     | 11041  | 三等   | 連山縣                                       | 永和圩（今連山壯族瑤族自治縣西北永和鎮）                                                             | 嶺南道 | 清代為連山直隸廳，民國元年（1912）撤州設縣。 |
| 第五區     | 連縣     | 11084  | 未定   | 連南縣                                       | 三江鎮（今連南瑤族自治縣三江鎮）                                                                     | 欽廉道 | 民國24年（1935）以連縣八排地方及陽山、連山兩縣邊境設安化管理局，31年（1942）6月管理局改制為縣。 |
| 第六區     | 河源縣   | 11007  | 三等   | 龍門縣                                       | 龍城鎮（今龍門縣城區龍城街道）                                                                       | 粵海道 | |
| 第六區     | 河源縣   | 11047  | 三等   | 紫金縣                                       | 今紫金縣駐地紫城鎮                                                                                   | 潮循道 | 清代為永安縣，因與福建、廣西二省縣名重名，民國3年（1914）1月改名。因縣城跨紫金山上，故名。 |
| 第六區     | 河源縣   | 11050  | 三等   | 龍川縣                                       | 今龍川縣西南佗城鎮                                                                                   | 潮循道 | |
| 第六區     | 河源縣   | 11051  | 二等   | 河源縣                                       | 今河源市源城區                                                                                       | 潮循道 | |
| 第六區     | 河源縣   | 11052  | 三等   | 和平縣                                       | 今和平縣駐地陽明鎮                                                                                   | 潮循道 | |
| 第六區     | 河源縣   | 11053  | 三等   | 連平縣                                       | 今連平縣駐地元善鎮                                                                                   | 潮循道 | 清代為連平州，民國元年（1912）撤州設縣。 |
| 第七區     | 潮陽縣   | 11048  | 二等   | 海豐縣                                       | 今海豐縣駐地海城鎮                                                                                   | 潮循道 | |
| 第七區     | 潮陽縣   | 11049  | 二等   | 陸豐縣                                       | 今陸豐市駐地東海街道                                                                                 | 潮循道 | |
| 第七區     | 潮陽縣   | 11056  | 一等   | 潮陽縣                                       | 棉城鎮（今汕頭市潮陽區）                                                                             | 潮循道 | |
| 第七區     | 潮陽縣   | 11059  | 三等   | 惠來縣                                       | 今惠來縣駐地惠城鎮                                                                                   | 潮循道 | |
| 第七區     | 潮陽縣   | 11061  | 二等   | 普寧縣                                       | 今普寧市北洪陽鎮                                                                                     | 潮循道 | |
| 第七區     | 潮陽縣   | 未定   | 未定   | 南山縣                                       | 兩英鎮（今汕頭市潮南區兩英鎮）                                                                       | (潮循道) | 國府當局為加強控制位於潮陽、普寧等縣境內的大南山地區，於民國24年（1935）10月設立縣級南山管理局。37年（1948）3月核准改制為縣，但實際未及成立縣政府。                                                                      |
| 第八區     | 潮安縣   | 11042  | 不適用 | 汕頭市                                       | 今汕頭市城區                                                                                         | (潮循道) | 民國10年（1921）3月析澄海縣汕頭埠、崎碌、媽嶼及龍眼、新湖、陵海、炮臺、華塢、潯洄等村設市。 |
| 第八區     | 潮安縣   | 11043  | 二等   | 澄海縣                                       | 今汕頭市澄海區澄華街道                                                                               | 潮循道 | |
| 第八區     | 潮安縣   | 11054  | 一等   | 潮安縣                                       | 潮州城（湘橋鎮，今潮州市湘橋區）                                                                     | 潮循道 | 清代為潮州府附郭海陽縣，民國元年（1912）裁府留縣，因與山東省縣名重名，3年（1914）1月改名。因舊府名得名。 |
| 第八區     | 潮安縣   | 11055  | 三等   | 豐順縣                                       | 今豐順縣北豐良鎮                                                                                     | 潮循道 | |
| 第八區     | 潮安縣   | 11057  | 一等   | 揭陽縣                                       | 榕城鎮（今揭陽市榕城區）                                                                             | 潮循道 | |
| 第八區     | 潮安縣   | 11058  | 二等   | 饒平縣                                       | 今饒平縣西北三饒鎮                                                                                   | 潮循道 | |
| 第八區     | 潮安縣   | 11062  | 四等   | 南澳縣                                       | 治今南澳縣東北深澳鎮，民國22年（1933）因遭匪亂，縣長無法前往深澳，故改在隆澳就職（今南澳縣駐地宅鎮） | 潮循道 | 清代為南澳廳，民國元年（1912）撤廳設縣。本為福建、廣東二省共管。3年（1914）9月，完全劃歸廣東省管轄。 |
| 第九區     | 梅縣     | 11060  | 三等   | 大埔縣                                       | 茶陽鎮（今大埔縣北茶陽鎮）                                                                           | 潮循道 | |
| 第九區     | 梅縣     | 11063  | 二等   | 梅縣                                         | 梅城鎮（今梅州市梅江區）                                                                             | 潮循道 | 清代為嘉應直隸州，民國元年（1912）撤州設縣並改名梅縣，以古梅州命名。 |
| 第九區     | 梅縣     | 11064  | 二等   | 五華縣                                       | 安流鎮（今五華縣西北華城鎮）                                                                         | 潮循道 | 清代為長樂縣，因與福建、湖北二省縣名重名，民國3年（1914）1月改名。因縣駐地北枕五華山，故名。 |
| 第九區     | 梅縣     | 11065  | 二等   | 興寧縣                                       | 興城鎮（今興寧縣城區）                                                                               | 潮循道 | |
| 第九區     | 梅縣     | 11066  | 三等   | 平遠縣                                       | 仁居鎮（今平遠縣北仁居鎮）                                                                           | 潮循道 | |
| 第九區     | 梅縣     | 11067  | 三等   | 蕉嶺縣                                       | 今蕉嶺縣駐地蕉城鎮                                                                                   | 潮循道 | 清代為鎮平縣，因與河南省縣名重名，民國3年（1914）1月改名，因縣城內有蕉嶺，故名。 |
| 第十區     | 台山縣   | 11008  | 一等   | 台山縣                                       | 台城鎮（今台山市城區台城街道）                                                                       | 粵海道 | 清代為新寧縣，因與湖南、四川、廣西三省縣名重名，民國3年（1914）1月改名台山縣。因縣城北有三台山，故名。 |
| 第十區     | 台山縣   | 11010  | 一等   | 新會縣                                       | 江門鎮（今江門市蓬江區）                                                                             | 粵海道 | |
| 第十區     | 台山縣   | 11016  | 四等   | 赤溪縣                                       | 北門（今台山市東南赤溪鎮）                                                                           | 粵海道 | 清代為赤溪直隸廳，民國元年（1912）撤廳設縣。 |
| 第十區     | 台山縣   | 11022  | 二等   | 開平縣                                       | 蒼城（今開平市西北蒼城鎮）                                                                           | 粵海道 | |
| 第十區     | 台山縣   | 11027  | 三等   | 恩平縣                                       | 恩城鎮（今恩平市城區恩城街道）                                                                       | 粵海道 | |
| 第十區     | 台山縣   | 11078  | 一等   | 陽江縣                                       | 江城鎮（今陽江市江城區）                                                                             | 雷高道 | 清代為陽江直隸州，民國元年（1912）撤州設縣。 |
| 第十區     | 台山縣   | 11079  | 二等   | 陽春縣                                       | 春城鎮（今陽春市城區春城街道）                                                                       | 雷高道 | |
| 第十區     | 台山縣   | 不適用 | 不適用 | 江門市                                       | 今江門市蓬江區                                                                                       | (粵海道) | 民國14年（1925）8月析新會縣江門鎮設市，20年（1931）2月裁撤。 |
| 第十一區   | 高要縣   | 11011  | 二等   | 三水縣                                       | 西南鎮（今佛山市三水區西南街道）                                                                     | 粵海道 | |
| 第十一區   | 高要縣   | 11017  | 一等   | 高要縣                                       | 肇慶城（今肇慶市城區）                                                                               | 粵海道 | 清代為肇慶府附郭高要縣，民國元年（1912）裁府留縣。 |
| 第十一區   | 高要縣   | 11018  | 三等   | 四會縣                                       | 今四會市城區                                                                                         | 粵海道 | |
| 第十一區   | 高要縣   | 11019  | 三等   | 新興縣                                       | 今新興縣駐地新城鎮                                                                                   | 粵海道 | |
| 第十一區   | 高要縣   | 11020  | 三等   | 高明縣                                       | 明城（今佛山市高明區西明城鎮）                                                                       | 粵海道 | |
| 第十一區   | 高要縣   | 11021  | 二等   | 廣寧縣                                       | 南街鎮（今廣寧縣駐地南街鎮）                                                                         | 粵海道 | |
| 第十一區   | 高要縣   | 11023  | 三等   | 鶴山縣                                       | 鶴城（今鶴山市西鶴城鎮）                                                                             | 粵海道 | |
| 第十二區   | 鬱南縣   | 11024  | 三等   | 德慶縣                                       | 新民鎮（今德慶縣城區德城街道）                                                                       | 粵海道 | 清代為德慶州，民國元年（1912）撤州設縣。 |
| 第十二區   | 鬱南縣   | 11025  | 三等   | 封川縣                                       | 封川城（今封開縣南江川鎮封川村）                                                                     | 粵海道 | |
| 第十二區   | 鬱南縣   | 11026  | 四等   | 開建縣                                       | 南開鎮（今封開縣東北南豐鎮）                                                                         | 粵海道 | |
| 第十二區   | 鬱南縣   | 11028  | 二等   | 羅定縣                                       | 羅城鎮（今羅定市城區羅城街道）                                                                       | 粵海道 | 清代為羅定直隸州，民國元年（1912）撤州設縣。 |
| 第十二區   | 鬱南縣   | 11029  | 二等   | 雲浮縣                                       | 雲城鎮（今雲浮市雲城區）                                                                             | 粵海道 | 清代為東安縣，因與順天府、湖南、四川一府二省縣名重名，民國3年（1914）1月改名。因縣境東南有雲浮山，故名。 |
| 第十二區   | 鬱南縣   | 11030  | 三等   | 鬱南縣                                       | 建城（今鬱南縣南建城鎮）                                                                             | 粵海道 | 清代為西寧縣，因與直隸、甘肅二省縣名重名，民國3年（1914）1月改名。因縣在鬱水（西江）之南，故名。 |
| 第十三區   | 茂名縣   | 11068  | 一等   | 茂名縣                                       | 今高州市城區                                                                                         | 雷高道 (駐地) | 清代為高州府附郭茂名縣，民國元年（1912）裁府留縣。 |
| 第十三區   | 茂名縣   | 11069  | 二等   | 電白縣                                       | 今電白縣東南電城鎮                                                                                   | 雷高道 | |
| 第十三區   | 茂名縣   | 11070  | 二等   | 信宜縣                                       | 鎮隆墟（今信宜市南鎮隆鎮）                                                                           | 雷高道 | |
| 第十三區   | 茂名縣   | 11071  | 二等   | 化縣                                         | 化州鎮（今化州市城區）                                                                               | 雷高道 | 清代為化州，民國元年（1912）撤州設縣。 |
| 第十三區   | 茂名縣   | 11072  | 三等   | 吳川縣                                       | 黃坡墟（今吳川市西南黃坡鎮）                                                                         | 雷高道 | |
| 第十三區   | 茂名縣   | 未定   | 未定   | 梅茂縣                                       | 梅菉鎮（今吳川市城區梅菉街道）                                                                       | (雷高道) | 民國15年（1926）析吳川縣地設梅菉市。21年（1932）因不符《市組織法》規格而改制為管理局。36年（1947）9月改制為縣，並更名梅茂。                                                                                              |
| 第十四區   | 湛江市   | 11073  | 不適用 | 湛江市                                       | 西營（今湛江市霞山區）                                                                               | (雷高道) | 民國34年（1945）9月行政院核准以收回原法國租借的原遂溪、吳川兩縣所屬的廣州灣地方置市。以河流湛江命名。 |
| 第十四區   | 湛江市   | 11074  | 二等   | 廉江縣                                       | 廉城鎮（今廉江市城區）                                                                               | 雷高道 | 清代為石城縣，因與江西省縣名重名，民國3年（1914）1月改名。因唐代置廉江縣於此，故名。 |
| 第十四區   | 湛江市   | 11075  | 二等   | 海康縣                                       | 今雷州市城區雷城街道                                                                                 | 雷高道 | 清代為雷州府附郭海康縣，民國元年（1912）裁府留縣。 |
| 第十四區   | 湛江市   | 11076  | 二等   | 遂溪縣                                       | 今遂溪縣駐地遂城鎮                                                                                   | 雷高道 | |
| 第十四區   | 湛江市   | 11077  | 三等   | 徐聞縣                                       | 今徐聞縣城區徐城街道                                                                                 | 雷高道 | |
| 第十五區   | 合浦縣   | 11080  | 二等   | 欽縣                                         | 今廣西壯族自治區欽州市城區                                                                           | 欽廉道 (駐地) | 清代為欽州直隸州，民國元年（1912）廢州設縣。 |
| 第十五區   | 合浦縣   | 11081  | 二等   | 防城縣                                       | 今廣西壯族自治區防城港市防城區                                                                       | 欽廉道 | |
| 第十五區   | 合浦縣   | 11082  | 一等   | 合浦縣                                       | 今廣西壯族自治區合浦縣駐地廉州鎮                                                                     | 欽廉道 | 清代為廉州府附郭合浦縣，民國元年（1912）裁府留縣。 |
| 第十五區   | 合浦縣   | 11083  | 二等   | 靈山縣                                       | 今靈山縣駐地靈城街道                                                                                 | 欽廉道 | |
| 第十五區   | 合浦縣   | 不適用 | 不適用 | 北海市                                       | 今廣西壯族自治區北海市城區                                                                           | (欽廉道) | 民國14年（1925）設北海市政籌備處，管轄合浦縣北海鎮。民國19年（1930）5月，國民政府頒佈《市組織法》，提高設市標準，因條件不具備而裁撤。。                                                                                  |
| 第九區     |          | 不適用 | 不適用 | 瓊山縣                                       | 今海南省海口市瓊山區府城街道                                                                         | 瓊崖道 (駐地) | 清代為瓊州府附郭瓊縣，民國元年（1912）裁府留縣並改名。民國38年（1949）4月劃屬海南特區。 |
| 第九區     | 不適用   | 不適用 | 澄邁縣 | 今海南省澄邁縣駐地金江鎮                     | 瓊崖道                                                                                               | 民國38年（1949）4月劃屬海南特區。 | |
| 第九區     | 不適用   | 不適用 | 定安縣 | 今海南省定安縣駐地定城鎮                     | 瓊崖道                                                                                               | 民國38年（1949）4月劃屬海南特區。 | |
| 第九區     | 不適用   | 不適用 | 文昌縣 | 今海南省文昌市駐地文城鎮                     | 瓊崖道                                                                                               | 民國38年（1949）4月劃屬海南特區。 | |
| 第九區     | 不適用   | 不適用 | 瓊東縣 | 今海南省瓊海市駐地嘉積鎮東北舊瓊東           | 瓊崖道                                                                                               | 清代為會同縣，因與湖南省縣名重名，民國3年（1914）11月改名。民國38年（1949）4月劃屬海南特區。                                                   | |
| 第九區     | 不適用   | 不適用 | 樂會縣 | 樂城（今海南省瓊海市南博敖鎮樂城村）         | 瓊崖道                                                                                               | 屬廣東省。民國38年（1949）4月改屬海南特區。 | |
| 第九區     | 不適用   | 不適用 | 萬寧縣 | 萬州（今海南省萬寧市駐地萬城鎮）             | 瓊崖道                                                                                               | 清代為萬縣，因與四川省縣名重名，民國3年（1914）1月改名。38年（1949）4月屬海南特區。                                                            | |
| 第九區     | 不適用   | 不適用 | 陵水縣 | 今海南省陵水黎族自治縣駐地椰林鎮             | 瓊崖道                                                                                               | 民國38年（1949）4月屬海南特區。 | |
| 第九區     | 不適用   | 不適用 | 崖縣   | 今海南省三亞市西北崖州區                     | 瓊崖道                                                                                               | 清代為崖州直隸州，民國元年（1912）撤州設縣。38年（1949）4月屬海南特區。                                                                        | |
| 第九區     | 不適用   | 不適用 | 臨高縣 | 今海南省臨高縣駐地臨城鎮                     | 瓊崖道                                                                                               | 民國38年（1949）4月劃屬海南特區。 | |
| 第九區     | 不適用   | 不適用 | 儋縣   | 今海南省儋州市西北新州鎮                     | 瓊崖道                                                                                               | 清代為儋州，民國元年（1912）撤州設縣。38年（1949）4月劃屬海南特區。                                                                            | |
| 第九區     | 不適用   | 不適用 | 昌江縣 | 今海南省昌江黎族自治縣西南昌化鎮             | 瓊崖道                                                                                               | 清代為昌化縣，因與浙江省縣名重名，民國3年（1914）1月改名。38年（1949）4月劃屬海南特區。                                                        | |
| 第九區     | 不適用   | 不適用 | 感恩縣 | 今海南省東方市南感城鎮                       | 瓊崖道                                                                                               | 民國38年（1949）4月劃屬海南特區。 | |
| 第九區     | 不適用   | 不適用 | 樂東縣 | 抱由峒（今海南省樂東黎族自治縣駐地抱由鎮）   | (瓊崖道)                                                                                             | 民國24年（1935）6月析昌江、感恩、崖縣等3縣境內的黎族區置，定縣名為樂安縣。因與江西省屬樂安縣同名，9月改名樂東縣。38年（1949）4月劃屬海南特區。 | |
| 第九區     | 不適用   | 不適用 | 保亭縣 | 寶亭（今海南省保亭黎族苗族自治縣駐地保城鎮） | (瓊崖道)                                                                                             | 民國24年（1935）6月析崖縣、陵水、萬寧、樂會、定安等5縣境內之黎族區置。38年（1949）4月劃屬海南特區。                                            | |
| 第九區     | 不適用   | 不適用 | 白沙縣 | 牙七（今海南省白沙黎族自治縣駐地牙叉鎮）     | (瓊崖道)                                                                                             | 民國24年（1935）6月析儋縣、昌江、感恩、陵水、定安、崖縣、瓊山等7縣境內之黎族區置。38年（1949）4月劃屬海南特區。                                | |
| 第九區     | 不適用   | 不適用 | 海口市 | 今海南省海口市美蘭區                         | (瓊崖道)                                                                                             | 民國15年（1926）12月析瓊山縣海口鎮設市，20年（1931）2月裁撤。                                                                                  | |

## 行政區劃年表
| 中華民國廣東省行政區劃年表                                                |          |    |    |    |      | |
| 說明：「?」表示不能確定其發生年份或月份，故放於最有可能的一年內，詳見注釋 |          |    |    |    |      | |
| 西元                                                                      | 民國紀元 | 縣 | 市 | 局 | 其他 | 行政區劃變更 |
| 1912年                                                                    | 民國1年  | 93 |    |    | 1廳  | - 廢廣州府留番禺、南海2縣（8月以後） - 廢肇慶府留高要縣（8月以後） - 廢惠州府留歸善縣，並改縣名為惠陽縣（8月以後） - 廢潮州府留海陽縣（8月以後） - 廢高州府留茂名縣（8月以後） - 廢雷州府留海康縣（8月以後） - 廢廉州府留合浦縣（8月以後） - 廢瓊州府留瓊縣，並改縣名為瓊山縣（8月以後） - 改赤溪直隸廳為赤溪縣（8月以後） - 改嘉應直隸廳為梅縣（8月以後） - 改南澳廳為南澳縣（8月以後） - 改南雄直隸州為南雄縣（8月以後） - 改連州直隸州為連縣（8月以後） - 改連山直隸州為連山縣（8月以後） - 改羅定直隸州為羅定縣（8月以後） - 改陽江直隸州為陽江縣（8月以後） - 改欽州直隸州為欽縣（8月以後） - 改崖州直隸州為崖縣（8月以後） - 改德慶州為德慶縣（8月以後） - 改連平州為連平縣（8月以後） - 改化州為化縣（8月以後） - 改儋州為儋縣（8月以後） |
| 1913年                                                                    | 民國2年  | 93 |    |    | 1廳  | |
| 1914年                                                                    | 民國3年  | 94 |    |    |      | - 新寧縣改名台山縣（1月） - 新安縣改名寶安縣（1月） - 長寧縣改名新豐縣（1月） - 東安縣改名雲浮縣（1月） - 西寧縣改名鬱南縣（1月） - 永定縣改名紫金縣（1月） - 海陽縣改名潮安縣（1月） - 長樂縣改名五華縣（1月） - 鎮平縣改名蕉嶺縣（1月） - 石城縣改名廉江縣（1月） - 會同縣改名瓊東縣（1月） - 萬縣改名萬寧縣（1月） - 改佛岡直隸廳為佛岡縣（6月） |
| 1915年                                                                    | 民國4年  | 94 |    |    |      | |
| 1916年                                                                    | 民國5年  | 94 |    |    |      | |
| 1917年                                                                    | 民國6年  | 94 |    |    |      | |
| 1918年                                                                    | 民國7年  | 94 |    |    |      | |
| 1919年                                                                    | 民國8年  | 94 |    |    |      | |
| 1920年                                                                    | 民國9年  | 94 |    |    |      | |
| 1921年                                                                    | 民國10年 | 94 | 2  |    |      | - 析番禺縣置廣州市（2月） - 析澄海縣置汕頭市（3月） |
| 1922年                                                                    | 民國11年 | 94 | 2  |    |      | |
| 1923年                                                                    | 民國12年 | 94 | 2  |    |      | |
| 1924年                                                                    | 民國13年 | 94 | 2  |    |      | |
| 1925年                                                                    | 民國14年 | 94 | 3  |    |      | - 香山縣改名中山縣（4月） - 析新會縣置江門市（8月） |
| 1926年                                                                    | 民國15年 | 94 | 5  |    |      | - 析瓊山縣置海口市（12月） - 析吳川縣置梅菉市（?月） |
| 1927年                                                                    | 民國16年 | 94 | 5  |    |      | |
| 1928年                                                                    | 民國17年 | 94 | 5  |    |      | |
| 1929年                                                                    | 民國18年 | 94 | 5  |    |      | |
| 1930年                                                                    | 民國19年 | 94 | 5  |    |      | - 廣州市改制為廣州特别市，隸屬行政院（1月） - 廣州特别市降格為廣州省轄市（6月） |
| 1931年                                                                    | 民國20年 | 94 | 3  |    |      | - 省江門市入新會縣（2月） - 省海口市入瓊山縣（2月） |
| 1932年                                                                    | 民國21年 | 94 | 2  | 1  |      | - 省梅菉市入吳川縣（?月） |
| 1933年                                                                    | 民國22年 | 94 | 2  | 1  |      | |
| 1934年                                                                    | 民國23年 | 94 | 2  | 1  |      | |
| 1935年                                                                    | 民國24年 | 97 | 2  | 3  |      | - 析昌江、感恩、崖3縣置樂安縣（6月） - 析崖縣、陵水、萬寧、樂會、定安5縣置保亭縣（6月） - 析儋縣、昌江、感恩、陵水、定安、崖縣、瓊山7縣置白沙縣（6月） - 樂安縣改名樂東縣（9月） - 析潮陽、普寧等縣置南山管理局（10月） - 析連縣、陽山、連山3縣置安化管理局（?月） |
| 1936年                                                                    | 民國25年 | 97 | 2  | 3  |      | |
| 1937年                                                                    | 民國26年 | 97 | 2  | 3  |      | |
| 1938年                                                                    | 民國27年 | 97 | 2  | 3  |      | |
| 1939年                                                                    | 民國28年 | 97 | 2  | 3  |      | |
| 1940年                                                                    | 民國29年 | 97 | 2  | 3  |      | |
| 1941年                                                                    | 民國30年 | 97 | 2  | 3  |      | |
| 1942年                                                                    | 民國31年 | 98 | 2  | 2  |      | - 改安化管理局為連南縣（6月） |
| 1943年                                                                    | 民國32年 | 98 | 3  | 2  |      | - 析曲江縣置韶關市（10月） |
| 1944年                                                                    | 民國33年 | 98 | 2  | 2  |      | - 省韶關市入曲江縣（？） |
| 1945年                                                                    | 民國34年 | 98 | 3  | 2  |      | - 以廣州灣租借地置湛江市（9月） |
| 1946年                                                                    | 民國35年 | 98 | 3  | 2  |      | |
| 1947年                                                                    | 民國36年 | 99 | 2  | 1  |      | - 廣州市升格為直轄市，隸屬行政院（6月） - 梅菉管理局改制為梅茂縣（9月） |
| 1948年                                                                    | 民國37年 | 99 | 2  | 1  |      | - 改南山管理局為南山縣（3月） |
| 1949年                                                                    | 民國38年 | 83 | 2  | 1  |      | - 南山管理局未及改設縣政府 - 瓊山縣移屬海南特區（4月） - 澄邁縣移屬海南特區（4月） - 定安縣移屬海南特區（4月） - 文昌縣移屬海南特區（4月） - 瓊東縣移屬海南特區（4月） - 樂會縣移屬海南特區（4月） - 萬寧縣移屬海南特區（4月） - 陵水縣移屬海南特區（4月） - 崖縣移屬海南特區（4月） - 臨高縣移屬海南特區（4月） - 儋縣移屬海南特區（4月） - 昌江縣移屬海南特區（4月） - 感恩縣移屬海南特區（4月） - 樂東縣移屬海南特區（4月） - 保亭縣移屬海南特區（4月） - 白沙縣移屬海南特區（4月） |

## 政府體制

### 省會
省會廣州市。廣州本為番禺、南海兩縣縣治所在，民國14年（1925年）7月以番禺、南海兩縣城區及附近地區置廣州市，民國19年（1930年）1月改為廣州特別市，同年8月改為廣東省轄市，民國36年（1947年）6月改置為直轄市，但仍為廣東省省會。
抗戰期間，廣東省政府、高等法院及各廳、局、處於民國27年（1938年）10月中旬疏散至粵北連縣，分駐附城、東陂、三江等地；民國31年（1942年）春，省政府及各機關復遷至連縣；7月24日，省政府遷至曲江縣韶關。民國32年（1943年）12月以曲江縣韶關地區設韶關市。民國33年（1944年）豫湘桂會戰前夕，省政府因戰事緊張，於6月東遷至龍川縣；民國34年（1945年）再遷往平遠縣。抗戰結束後遷回廣州市。國共內戰後期，隨著廣東省全境易手，廣東省政府遷往海南特別行政區海口市。

### 省行政機構
武昌起義爆發後，廣東省於宣統三年九月十九日（1911年11月9日）宣佈獨立，建立都督府，下設軍政、民政等8部、2處。民國2年（1913年）置民政長，下設民政、軍政等7司。民國3年（1914年）5月，改民政長為巡按使，巡按使公署下置政務、財政等廳。民國5年（1916年）7月，改巡按使為省長，设广东省长公署。
民國14年（1925年）7月1日，廣州國民政府建立的全國第一個省政府─廣東省政府在廣州成立。省政府置省務會議，管理全省一切政務事宜。根據廣州國民政府於7月1日公佈的《省政府組織法》，設委員9至11人，從委員中產生1人為主席，下設民政、財政等7廳，主席及各廳廳長由委員兼任。民國15年（1926年）11月20日，國民黨中央政治會議議決將廣東省省務會議改組成廣東省政府委員會。是日，廣州國民政府頒佈《修正省政府組織法》，省政府下設民政、財政等廳。民國16年（1927年）後，廣東省政府隸屬於南京國民政府。同年7月11日，省政府改組，廢除常務委員制。次年6月28日，再次改組，撤銷軍事、農工等廳。民國25年（1936年）7月29日，國民政府令廣東省政府改組，先後增設保安、僑務等處局。民國27年（1938年）10月，廣州失守，廣東省政府成為地方流亡政府。民國34年（1945年）8月，抗戰結束，廣東省政府恢復其行政管轄區域。
民國38年（1949年）10月15日，廣東省府主席薛岳退至海南特區海口市，廣東省府人員則遷到台灣並全數遣散。

### 歷任廣東省軍政長官、省政府主席
廣東都督府都督
1. 胡漢民，1911年11月17日 - 1911年12月12日
2. 陳炯明，1911年12月12日 - 1912年4月25日
3. 胡漢民(第二次)，1912年4月25日 - 1913年6月4日
4. 陳炯明(第二次)，1913年7月2日 - 1913年8月3日
5. 龍濟光，1913年8月3日 - 1916年7月6日

廣東民政長公署民政長
1. 胡漢民，1913年6月14日 - 1913年6月14日
2. 陳昭常（未到任），1913年6月14日
3. 陳炯明（兼署，未就任）1913年6月14日 - 8月3日
4. 龍濟光（兼署），1913年8月3日 - 9月13日
5. 李開侁（署）1913年9月13日 - 1914年5月26日

廣東巡按使公署巡按使
1. 李國筠，1914年5月26日 - 1915年7月3日
2. 張鳴岐（龍濟光暫兼代），1915年7月3日
3. 龍濟光（兼署），1916年6月21日 - 7月6日

廣東省長公署省長
1. 朱慶瀾，1916年7月6日 - 1917年8月27日
  - 因朱氏支持孫中山護法，北京政府總統於1917年7月25日，任命劉承恩為廣東省長，朱慶瀾為廣西省長。
  - 7月30日，朱以廣東自主，聲明非法內閣命令無效。
2. 李耀漢，1917年9月6日 - 1918年9月22日
3. 翟汪， 1918年9月22日 - 1919年6月22日
4. 張錦芳，代省長 1919年6月22日  - 1920年5月29日
5. 楊永泰，1920年5月29日 - 1920年10月27日
6. 魏邦平，代省長, 1920年10月27日 - 1920年11月10日
7. 陳炯明，1920年11月10日 - 1922年4月19日
8. 伍廷芳，1922年4月22日 - 1922年6月21日
9. 魏邦平，1922年6月21日 - 1922年8月15日
10. 陳席儒，1922年8月15日 - 1923年1月19日
11. 胡漢民 （第一次），1923年1月20日 - 1923年2月22日
12. 徐紹楨，1923年2月22日 - 1923年5月7日
13. 廖仲愷，1923年5月7日 - 1924年2月23日
14. 楊庶堪，1924年2月23日 - 1924年6月12日
15. 廖仲愷 （第二次）, 1924年6月12日 - 1924年8月29日
16. 胡漢民 （第二次），1924年9月5日 - 1925年7月3日

廣東省政府主席
1. 許崇智1925年7月3日 - 1925年8月
2. 陳樹人，1925年8月 - 1926年11月10日
3. 孫科， 1926年11月13日 - 1926年12月7日
4. 李濟深，1926年12月7日 - 1928年7月3日
5. 馮祝萬，代省主席, 1928年7月3日 - 1928年12月19日
6. 陳銘樞，1928年12月19日 - 1931年5月12日
7. 陳濟棠，1931年5月12日 - 1932年5月3日
8. 林翼中，1932年5月3日 - 1936年7月29日
9. 黃慕松，1936年7月29日 - 1937年3月
10. 吳鐵城，1937年3月 - 1938年12月23日
11. 李漢魂，1938年12月23日 - 1945年8月31日
12. 劉永誥，國民政府特派員，1945年8月31日 - 1945年9月19日
13. 羅卓英，1945年9月19日 - 1947年10月3日
14. 宋子文，1947年10月3日 - 1949年1月24日
15. 薛岳，1949年1月24日 - 1950年5月

### 引用
1. ↑  .   [2012-10-21]. （原始内容存档于2011-07-25）.
2. ↑  行政院戶口普查處編. 中華民國79年臺閩地區戶口及住宅普查報告. 臺北市: 行政院戶口普查處. 1992
3. ↑  陳炯明與1913年廣東獨立—歷史大觀園—博彩資源庫 的存檔，存档日期2015-09-23.
4. ↑  Willis E. Hurd.  (PDF). 《每月天氣回顧》: 433–35. August 1922  [2010-08-23]. （原始内容存档 (PDF)于2011-07-16）.
5. ↑  . blog.sina.cn.   [2020-07-05]. （原始内容存档于2020-07-06）.
6. ↑  .   [2012-10-21]. （原始内容存档于2021-08-08）.
7. ↑  「《臨時政府內務行政紀要》載：『廣東省，二年三月五日准廣東都督咨送行政區域表內，該省各府廳州於民國紀元前舊曆九月實行改縣，當由部備案。』但《中華民國行政區域簡表》（第11版）作民國元年。又民國元年8月13日公布的《省議會議員各省複選區表》中，廣東省無府，仍有州廳，證明『舊曆九月』並未改州廳為縣，或未全部更改，改動時間當在民國元年8月後，與《中華民國行政區域簡表》（第11版）所言相近。」 見傅林祥、鄭寶恒著，《中國行政區劃通史·中華民國卷》（上海：復旦大學出版社，2007年），第269頁注釋1。
8. ↑  〈內政部整理各省行政區劃之統計〉，《內政公報》第8卷第14期。
9. ↑  南海市地方志編纂委員會 編，《南海市志》（北京：中華書局，2000），第95-96頁.
10. ↑  吳承湜 編：《近六十年全國郡縣增建誌要》（北平：東亞印書局，民國25年（1936）），附錄第82頁.
11. 1 2 3 4 5 6 7 8 9 10  中華民國內務部：《內務部改定各省重複縣名及存廢理由清單》
12. ↑  《政府公報》第503號，民國2年9月28日，第17冊，第572頁.
13. ↑  內務部職方司第一科：《全國行政區劃表》，民國3年，第210頁.
14. ↑  內政部方域司：《中華民國行政區域簡表》(第11版)，第75頁.
15. ↑  內政部方域司：《中華民國行政區域簡表》（第11版），第79頁.
16. ↑  《國民政府公報》第3076號，民國37年3月8日，第9-10頁.
17. ↑  《政府公報》第866號，民國3年10月2日，第30冊，第448頁。
18. ↑  內政部方域司：《中華民國行政區域簡表》(第11版)，第77頁.
19. ↑  《國民政府公報》第747號，民國20年4月7日，第11頁.
20. ↑  新會縣地方志編纂委員會 編，《新會縣志》（廣州：廣東人民出版社，民國85年（1996）），大事記.
21. ↑  《鶴山縣志》，廣東人民出版社，2001年，第77頁.
22. ↑  《國民政府公報》渝字第452號，民國31年3月28日，第17頁.
23. ↑  鄭慶雲、倪開端：《梅菉的歷史沿革》，《吳川文史》第1輯，1983年，第66頁.
24. ↑  《全國行政區域變更一覽表（三十三年九月至三十四年十一月）》
25. ↑  廣西壯族自治區地方志編纂委員會 編：《廣西通志·行政區劃志》，廣西人民出版社，2001年，第170页.
26. ↑  海口市地方史志編纂委員會 編：《海口市志》（北京：方志出版社，民國93年（2004）），大事記.

## 外部連結
- 廣東省 - 行政區劃網 （页面存档备份，存于）
- 廣東省志 - 廣東省情訊息庫
- 王豐的民國傳記博客
- 洪定國的地理資料庫 - 大地耕者 - 網易博客

## 周邊地區
北洋政府時期
國民政府時期 (二戰前)
汪兆銘政權時期 (二戰)
國民政府時期 (遷台前)